# Донелсон (Илиноис)
Донелсон (енгл. Donnellson) град је у америчкој савезној држави Илиноис.

## Демографија
По попису из 2010. године број становника је 210, што је 33 (-13,6%) становника мање него 2000. године.
| Група             | 2000.       | 2010.       |
| Белци             | 238 (97,9%) | 197 (93,8%) |
| Афроамериканци    | 1 (0,4%)    | 1 (0,5%)    |
| Азијати           | 0 (0,0%)    | 2 (1,0%)    |
| Хиспаноамериканци | 0 (0,0%)    | 8 (3,8%)    |
| Укупно            | 243         | 210         |